# Cuterebra fontinella
Cuterebra fontinella é uma espécie de mosca do Novo Mundo da família Oestridae. A C. fontinella normalmente mede cerca de 1 cm de comprimento com um padrão de cor preta e amarela. A C. fontinella se desenvolve parasitando os nutrientes de seu hospedeiro, geralmente o camundongo-de-patas-brancas. A C. fontinella é conhecida por parasitar seres humanos em casos raros. As pessoas parasitadas pela C. fontinella desenvolverão uma grande protuberância na pele que é indicativa de parasitação.

## Etimologia
O nome do gênero Cuterebra [en] é uma mistura das palavras em latim cutis: pele e terebra: broca, com aparente encurtamento do esperado Cutiterebra para Cuterebra.

## Distribuição
A C. fontinella é encontrada em toda a América do Norte, inclusive na maior parte do território continental dos Estados Unidos, no sul do Canadá e no norte do México. A prevalência da C. fontinella depende da temperatura. As regiões mais frias não serão tão densamente povoadas quanto as mais quentes.

## Habitat
A C. fontinella habita florestas decíduas da América do Norte. A C. fontinella prefere territórios próximos a água corrente e com vegetação de baixa altitude. Essas moscas são encontradas em maior densidade perto das bordas de seus habitats.

## Descrição
A C. fontinella é muito semelhante a outras espécies do gênero Cuterebra, mas tem algumas características que a distinguem. O indicador mais fácil de usar é a espécie hospedeira, pois diferentes espécies de Cuterebra infestam diferentes hospedeiros. No entanto, esse método nem sempre é confiável, pois sabe-se que a C. fontinella infesta várias espécies de hospedeiros, além do seu hospedeiro preferido, Peromyscus leucopus, o camundongo-de-patas-brancas. Os ovos da C. fontinella normalmente têm 1,05 mm de comprimento e 0,03 mm de largura. Eles têm o formato de canoas e possuem uma grande ranhura na parte inferior; essa ranhura permite a fixação na vegetação. As larvas da C. fontinella passam de marrom dourado para preto durante o desenvolvimento. As larvas têm formato oval. As larvas adultas têm normalmente 22 mm de comprimento, 13,9 mm de largura e 12,5 mm de espessura. A larva é segmentada em 12 seções, com espinhos cônicos voltados para trás em quase todos os segmentos. O segmento da cabeça tem formato de escudo, é branco ou castanho, contém fossas antenais e mandíbulas retráteis. O 12º segmento tem dois espiráculos e também é levemente colorido. No entanto, os espinhos desse segmento são voltados para fora. A C. fontinella adulta tem pelos pretos no escutelo. Os adultos têm tipicamente 30 mm e são muito parecidos com abelhas.

## Área de residência e territorialidade
As moscas C. fontinella são insetos territoriais. Os machos afugentam os machos intrusos enquanto patrulham seu território, voando em padrões ovais e em forma de oito. Como as fêmeas só voam quando estão procurando um parceiro, o macho tenta controlar o máximo de território de alta qualidade que puder. Elas se reúnem acima de superfícies que refletem o calor nas margens de estradas e perto de riachos. Essas moscas são muito dependentes da temperatura; embora possam viver em uma grande variedade de latitudes, o clima em que vivem influencia sua prevalência ao longo do ano.

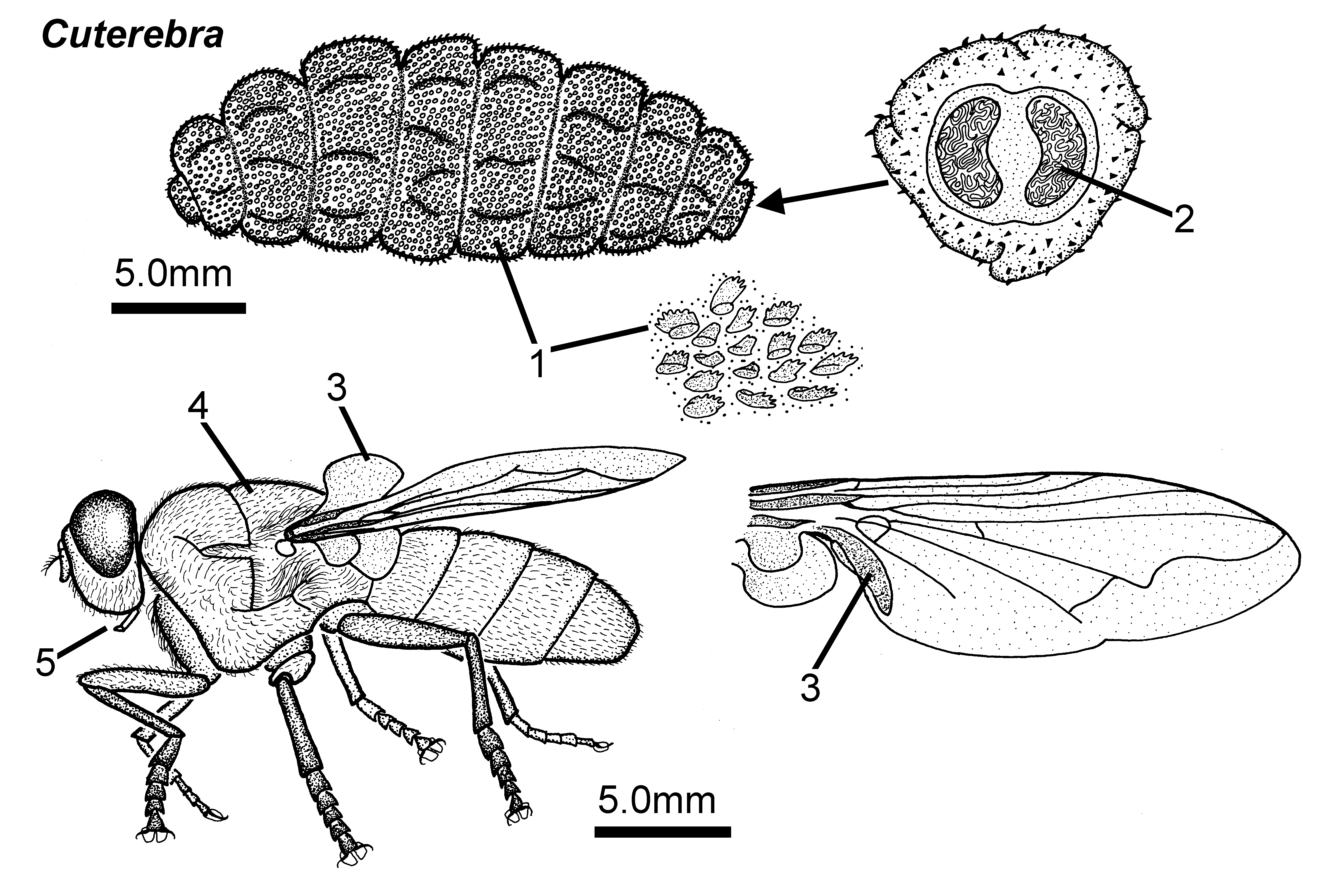
Vários estágios de vida das moscas Cuterebra.

## Ciclo de vida

### Ovos
O desenvolvimento dos ovos é retardado por temperaturas abaixo de 15 °C e sob condições de atmosfera árida. As condições ideais para o desenvolvimento são quentes e úmidas, características dos climas do sul da área de distribuição. O estímulo da umidade e do calor (geralmente do hospedeiro que passa pelo ovo) fará com que o ovo ecloda e a larva entre em contato com o hospedeiro.

### Estágios larvais
Uma vez no hospedeiro, a larva entra pelo nariz, boca, olhos, ânus ou qualquer ferida aberta. No interior do corpo, a larva migra e se instala perto da virilha, criando então um pequeno orifício na camada superior da pele para a respiração. Os espinhos voltados para trás nos segmentos da larva ajudam a estabilizá-la, impedindo que a larva seja puxada para fora do hospedeiro ao se agarrar à carne que a envolve. As larvas normalmente emergem após a morte do hospedeiro (normalmente de 3,5 a 4 semanas) e, em seguida, se enterram no solo.

### Pupas
A C. fontinella cria pupas no solo e emerge como adulta. A diapausa pode ocorrer durante o inverno ou em outras condições gerais desfavoráveis. As pupas podem permanecer em diapausa por até 12 meses, se necessário. Em ambientes padrão simulados (27 °C e uma programação alternada de luz diurna e noturna), o desenvolvimento da pupa ocorre normalmente em 50 dias.

### Adultos
Os adultos da C. fontinella têm uma vida curta sem se alimentar. O desenvolvimento dos ovócitos começa assim que as fêmeas deixam o estágio de desenvolvimento de pupa. O desenvolvimento do ovócito termina em cerca de 5 dias. O acasalamento pode ocorrer antes do término do desenvolvimento do ovócito. Não ocorre o desenvolvimento de ovos secundários, provavelmente devido à curta vida adulta da C. fontinella. As fêmeas da C. fontinella normalmente depositam seus ovos na vegetação, especialmente aquela localizada perto das casas/tocas de seus hospedeiros pretendidos. As fêmeas adultas podem depositar até 2.000 ovos.

## Parasitismo

### Migração dentro do hospedeiro
Depois de entrar no corpo, as larvas seguem um caminho distinto dentro do hospedeiro. Se entrarem pelo nariz, boca ou olhos, as larvas primeiro se orientam usando a passagem nasal do hospedeiro. Em seguida, elas viajam pelo sistema respiratório superior, chegando à cavidade torácica. Em seguida, seguem para a cavidade abdominal e, por fim, para a região inguinal do hospedeiro. Se as larvas entrarem no hospedeiro por meio de uma ferida aberta ou pelo ânus, elas encontram a parte mais próxima do trato padrão e, em seguida, continuam sua jornada como normalmente fariam.

#### Inchaços
Uma vez instalada, a larva cria áreas de inchaço na camada subcutânea da pele do hospedeiro. Esses inchaços estão localizados entre o ânus e os órgãos genitais do hospedeiro. Eles duram o mesmo tempo que a larva passa em seu estágio larval (3,5 a 4 semanas). O inchaço consiste em um poro, uma cavidade e uma cápsula. O poro serve como um orifício de respiração para a larva. À medida que a larva cresce, o tamanho do inchaço aumenta com ela. Líquidos amarelos translúcidos são secretados pela larva. A cavidade é a área do inchaço onde a larva vive. Ela se expande gradualmente à medida que a larva aumenta de tamanho. A cápsula é o tecido que envolve a cavidade. A cápsula começa como um tecido fino e se torna mais espessa à medida que o desenvolvimento da larva continua devido à cicatrização natural do corpo do hospedeiro.

### Efeitos no hospedeiro

#### Efeitos no indivíduo

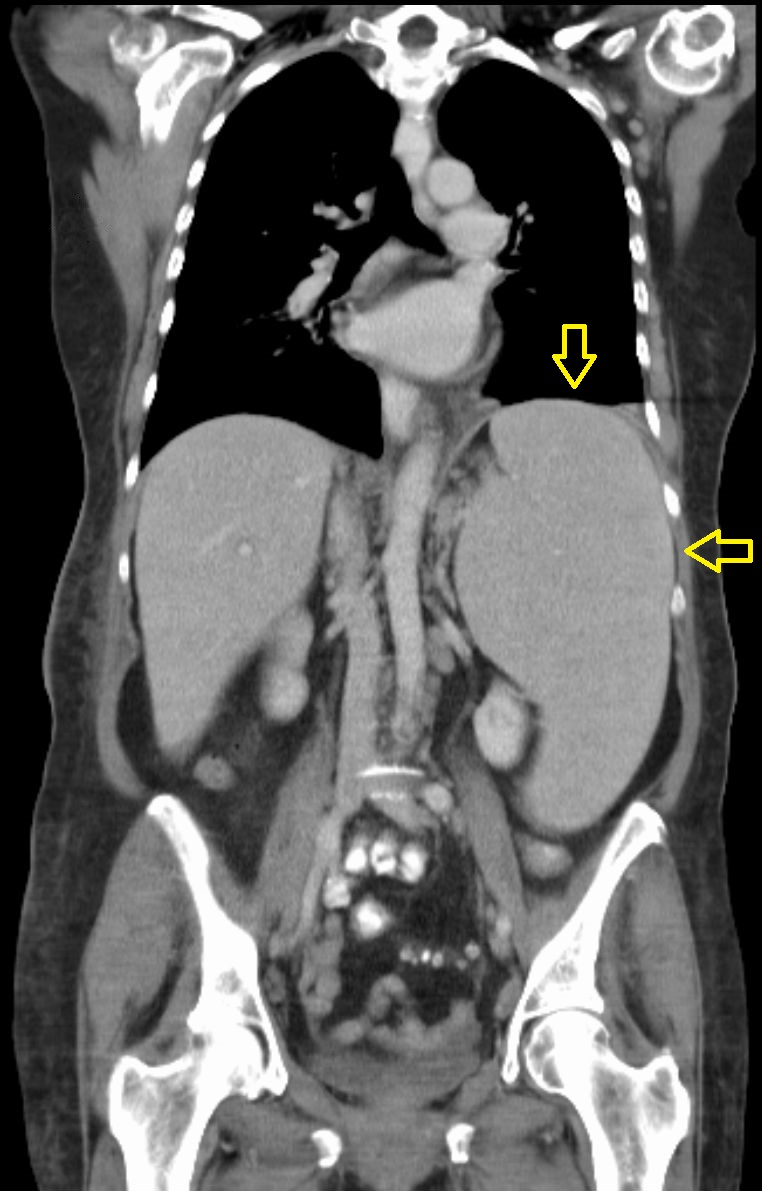
Esplenomegalia, que pode ser causada pela mosca Cuterebra fontinella.

Indivíduos infestados com C. fontinella podem apresentar anemia, leucocitose, desequilíbrios nas proteínas plasmáticas, danos aos tecidos locais e esplenomegalia. As fêmeas infestadas produzem menos ninhadas e menores do que aquelas que não têm parasitas. Contraintuitivamente, a infestação na verdade leva a um aumento no tempo de sobrevivência do hospedeiro, e não a uma diminuição na sobrevivência, como seria de se esperar. Isso pode ser causado pela mudança na alocação de recursos da reprodução para a preservação do corpo, uma mudança que é favorável à sobrevivência do hospedeiro e da C. fontinella. É interessante notar que, se várias larvas de C. fontinella infestam um hospedeiro simultaneamente, o hospedeiro experimenta uma diminuição no tempo de sobrevivência.

#### Resistência do hospedeiro
A resistência à infestação foi documentada em hospedeiros que foram infestados anteriormente. A resistência ocorre nos pontos de entrada que foram usados anteriormente pelas larvas, bem como na região genital do hospedeiro, onde a larva normalmente cria o inchaço. A resistência nasal, oral e anal causa uma redução de 15% a 30% na taxa de infestação quando exposta a larvas. Não há resistência à entrada ocular repetida. A produção máxima de anticorpos pelo hospedeiro ocorre 28 dias após a infestação. A resistência faz com que as larvas tomem caminhos alternativos anormais dentro do hospedeiro. Esses caminhos anormais fazem com que as larvas se desenvolvam em regiões atípicas do hospedeiro. O inseticida Ronnel pode ser usado para interromper efetivamente o desenvolvimento das larvas, impedindo que elas façam orifícios respiratórios na pele do hospedeiro.

### Efeitos na população
A infestação tem efeitos variados sobre a aptidão reprodutiva da população hospedeira, dependendo do tamanho do habitat e da taxa de infestação da C. fontinella. Se a população hospedeira viver em um habitat vasto com áreas de infestação dispersas, a taxa reprodutiva do hospedeiro não será afetada. No entanto, em habitats menores com taxas de infestação mais altas e mais uniformes, as taxas reprodutivas podem ser visivelmente reduzidas.

## Recursos alimentares

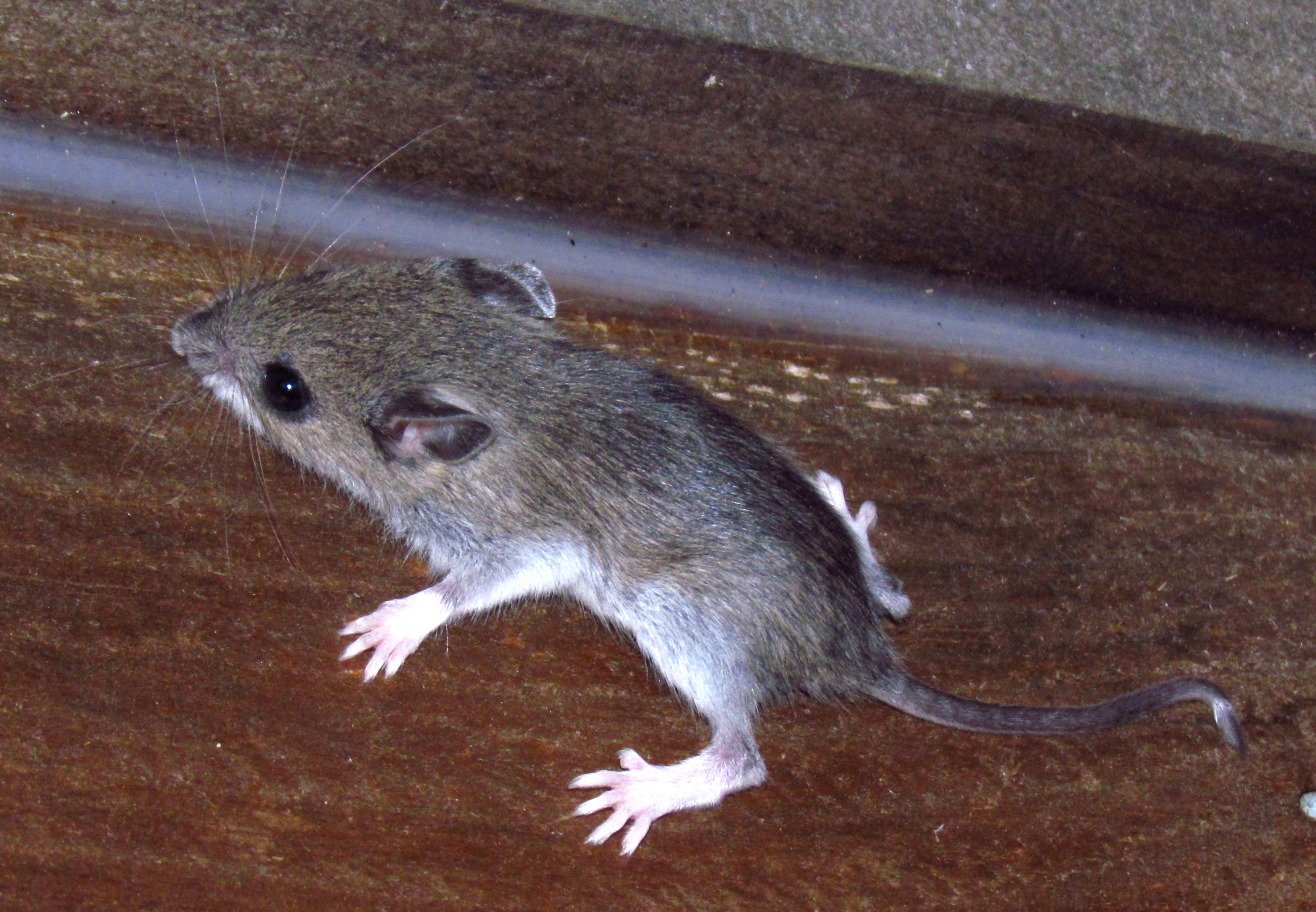
O camundongo-de-patas-brancas é um hospedeiro comum da C. fontinella.

O hospedeiro serve como a principal fonte de alimento. Diferentes espécies de Cuterebra se alimentam de várias espécies de roedores. No entanto, foi documentado que a C. fontinella se alimenta de várias espécies diferentes de roedores. O Peromyscus leucopus (camundongo-de-patas-brancas) é o hospedeiro preferido da C. fontinella. Normalmente, de 19% a 33% de todos os P. leucopus são infestados em um ano. Outros hospedeiros da C. fontinella incluem Lepus artemisia (coelho-de-cauda-de-algodão), Ochrotomys nuttalli [en], Peromyscus gossypinus, Peromyscus maniculatus (rato-veadeiro), Heteromys irroratus [en], e muito raramente humanos. As maiores taxas de infestação ocorrem no final do verão e no início do outono.

## Acasalamento
Os adultos se agregam em áreas abertas e ensolaradas para encontrar seus parceiros. No entanto, a C. fontinella não acasala em temperaturas abaixo de 20 °C. Os machos adultos voam de 1 a 2 m acima do solo por até 4 horas por dia na presença de luz solar para atrair uma parceira. Quando a fêmea demonstra interesse, o casal encontra um galho ou uma folha próxima para se estabilizar. A fêmea agarra o galho ou a folha e o macho monta nela. O casal copula por cerca de 3 minutos.

#### Ovipositor
O ovipositor da C. fontinella é excepcionalmente curto em relação aos de outros membros da família Oestridae. Coberto por pelos densos, o ovipositor se assemelha a uma ferradura, com duas extremidades de esclerito e uma placa quitinosa entre elas.

## Comportamento social
Os machos de C. fontinella voam em torno de seus territórios desde o momento em que a temperatura excede 20 °C até o início da tarde. O voo é iniciado somente durante a luz do sol, mas pode continuar durante uma breve cobertura de nuvens que não exceda 15 minutos. Como seu voo é limitado pela temperatura, a quantidade de tempo gasto voando depende do clima e da temperatura do dia. As fêmeas de C. fontinella só são vistas voando quando estão procurando um parceiro. Os machos são extremamente territoriais e geralmente ocupam uma faixa de território de 17 m de comprimento, ao longo da margem de um riacho. Eles perseguem a maioria dos intrusos aéreos que passam por seu território, independentemente da espécie. Se dois machos se cruzam no ar, eles se agarram um ao outro e caem no chão. As perseguições persistem por 10 a 15 minutos. A C. fontinella tolera uma densidade populacional de até 250 moscas/km². A densidade de moscas varia de acordo com as condições climáticas e a época do ano.

## Identificação genética
A análise genética também pode ser usada para discriminar as espécies. Os genes COI e COII são marcadores confiáveis para diferenciar as espécies. Usando marcadores específicos da espécie, os cientistas podem identificar com precisão a espécie de uma mosca da família Oestridae em qualquer estágio da vida. Em muitos casos, as larvas parecem ambíguas o suficiente para serem confundidas com outra espécie, portanto, a identificação genética é muito importante. Sabe-se que a hibridização entre espécies do gênero Cuterebra ocorre e pode causar ambiguidade nos testes.

### Subespécies
As duas subespécies de C. fontinella são C. f. fontinella e C. f. grisea.

## Interações com seres humanos
Casos raros de infestações do hospedeiro por C. fontinella foram relatados, mas não são a norma. Na maioria dos casos, as larvas permanecem em locais relativamente benignos, como no olho ou nas regiões subcutâneas da pálpebra. Ocasionalmente, entretanto, as larvas ganham acesso ao sistema traqueal-pulmonar. Os sintomas resultantes no hospedeiro humano incluem sintomas semelhantes aos do resfriado e crises de tosse. As larvas são expulsas do hospedeiro humano quando o hospedeiro tosse uma secreção sanguinolenta que contém a larva.
Outra espécie de mosca da família Oestridae, chamada Dermatobia hominis, comumente infesta humanos na América Central e do Sul. A maioria dos casos de infestação humana na América do Norte é causada pelo fato de a vítima viajar para regiões onde a D. hominis está presente. Desde 1989, foram documentados 55 casos de miíase causados por espécies do gênero Cuterebra. O tratamento geralmente consiste na remoção da larva e, em seguida, na prevenção de infecções bacterianas secundárias. Se o inchaço estiver acessível, é possível remover a larva depositando vaselina sobre o orifício de respiração do parasita; isso faz com que a larva saia para respirar e facilita a remoção. As larvas dentro ou perto do olho às vezes requerem cirurgia para remoção. As larvas que morrem dentro do humor vítreo do olho não precisam ser removidas, pois são decompostas e absorvidas por processos químicos naturais dentro do hospedeiro.

## Conservação
Uma grande ameaça às taxas de infestação da C. fontinella é a queima de pastagens. Quando o solo atinge altas temperaturas, as larvas morrem, e as cinzas produzidas durante a queima causam mudanças no microclima. Essas mudanças contribuem significativamente para aumentar a congregação da C. fontinella.